# تار (حوسبة)
تار (بالإنجليزية: Tar، مشتقة من tape archive) هو صيغة ملف واسم البرنامج المستخدم للتعامل مع هذه الصيغة من الملفات. طُور في البدء كصيغة خام لاستخدامها في أشرطة التخزين وأجهزة الوصول المتسلسل لأغراض تخزين النسخ الاحتياطية من البيانات، الآن يستخدم عموماً في جمع مجموعات من الملفات في ملف واحد أكبر، للتوزيع أو الأرشفة، مع حفظ معلومات الملفات مثل تصاريح المجموعات والتواريخ وبينة المجلدات.

## تاريخ Tar
يعرف رسميا Tar في مجتمع البرمجيات على انه أداة لجمع العديد من الملفات إلى أرشيف موحد ولأسباب تتعلق بالتوزيع أو الحقوق الفكرية غالبا ما يشار اليه بالاسم Tar ball، فالاسم مشتق من T)abe) وAr)chive) حيث ان الإصدارات الأولية من الأداة طورت لكتابة البيانات على جهاز إدخال-إخراج تسلسلي لا تمتلك نظام ملفات خاص بها حيث المجموعات المؤرشفة بالأداة Tar تحتوي مجموعة واسعة من بارامترات الملفات مثل اسم الملف، مجموعة مالكي الملف، صلاحيات الوصول، إضافة لهيكلية المسارات «المجلدات».
الظهور الأول ل Tar كتعليمة طرفية كانت في الإصدار السابع من يونيكس عام 1979

## صيغة الملف
أرشيف Tar مكون من سلسلة من اغراض الملفات ومن هنا فالمصطلح الشعبي Tar ball يشير إلى كيفية جمعه للأغراض من كل أنواع الملفات ضمن أرشيف موحد كل غرض ملف يحتوي بيانات لملف معين وبشكل دقيق فهو يحجز byte 512 في سجل الترويسة header.
بيانات الملف تكتب بدون تغيير ولكن تقطع ليصبح طولها من مضاعفات byte 512، الاصدارات القديمة لم تكن تهتم بمحتوى بتات الحشو لكن الاصدارات الجديدة تملأ المساحة الزائدة بالأصفار، نهاية الارشيف يعُلم بسجلين مملوئين بالأصفار.

### الترويسة Header
ترويسة بداية الملف تحتوي بيانات وصفية Metadata حول الملف وذلك لضمان التصحيح لترتيب البتات على طول الملف تبعا للمعمارية المستخدمة للترتيب.
ال Metadata في الترويسة تحفظ بترميز الاسكي ASCII وهكذا في حال كان كل الملفات في الارشيف هي ملفات ASCII Text وتمتلك اسم بترميز ASCII فيكون الارشيف مجرد ملف نصي بترميز ASCII يحتوي العديد من محارف ال NULL.
كل الحقول تعرف من تبعا لصيغة الضغط، كما ان مؤشر نوع الملف يتضمن بعض الامتدادات الحديثة، بشكل عام عندما يوجد حقل غير مستخدم فأنه يملئ ببتات Null، الترويسة تستخدم Byte 257 ثم تملأ الباقي بقيم Null حتى الحصول على سجل بحجم Byte 512 ولا يوجد ارقام سحرية Magic Number في الترويسة لتعريف الملف.
مثال عن ترويسة ملف تار الإصدار Pre-POSIX.1-1988 v7
| ترتيب الحقل Offset | حجم الحقل Size | الحقل Field                                                | الحقل Field                                     |
| ------------------ | -------------- | ---------------------------------------------------------- | ----------------------------------------------- |
| 0                  | 100            | File name                                                  | اسم الملف                                       |
| 100                | 8              | File mode                                                  | نمط الملف                                       |
| 108                | 8              | Owner's numeric user ID                                    | المعرف الرقمي للمالك Owner ID                   |
| 116                | 8              | Group's numeric user ID                                    | المعرف الرقمي للمجموعة Group ID                 |
| 124                | 12             | File size in bytes (octal base)                            | حجم الملف بالبت بالنظام الثماني                 |
| 136                | 12             | Last modification time in numeric Unix time format (octal) | توقيت اخر تعديل بصيغة النظام الرقمي لتوقيت Unix |
| 148                | 8              | Checksum for header record                                 | جامع تحقيق Checksum لسجل الترويسة               |
| 156                | 1              | Link indicator (file type)                                 | مؤشر نوع الملف                                  |
| 157                | 100            | Name of linked file                                        | اسم الملف المؤشر                                |

## الاستخدام
يتم استخدام.tar غالبا مع.gz مثال " filename.tar.gz "
صيغة.tar وهي اختصار "tape archive" تستخدم لأرشفة الملفات ويتم استخدام.gz لضغط الملفات الملفات التي تم ارشفتها ب.tar